# Achille Bolla
Achille Bolla ist ein italienischer Dokumentarfilmregisseur.

## Leben
Bolla, ein Spezialist für Unterwasserfotografie und aus Mailand stammend, trat als Regisseur des 1956 erschienenen, in Ozeanien gedrehten Dokumentarfilms La grande barriera in Erscheinung, der im Dezember 1956 in italienische Kinos gelangte.